# 埃爾克霍恩鎮區 (內布拉斯加州卡明縣)
埃爾克霍恩鎮區（英語：Elkhorn Township）是位於美國內布拉斯加州卡明縣的一個行政鎮區。

## 地方資料
埃爾克霍恩鎮區的面積為93.11平方千米，當中陸地面積為92.79平方千米，而水域面積為0.32平方千米。根據2020年美國人口普查的數據，當地共有人口244人，而人口密度為每平方千米2.62人。